# Nová Ves (Žďár nad Sázavou)
Nová Ves (in tedesco Neudorf) è un comune ceco situato nel distretto di Žďár nad Sázavou, nella regione di Vysočina.